# Плесала је једно лето
Плесала је једно лето (швед. Hon dansade en sommar) је шведски филм из 1951. у режији Арнеа Матсона, заснован на роману Sommardansen (The Summer Dance) из 1949. године.

## Радња
Филм прати студента Горана који лето проводи на имању свог ујака где упознаје младу Керстин. Одмах се заљубљују, али Керстин има веома строге рођаке па своју љубав морају да крију од свих, поготово од изузетно строгог викарног архијереја. Заједно доживљавају незаборавно лето, а Горан се плаши да се на јесен врати на универзитет. Преокрет судбине заувек мења њихове животе.

## Улоге
| Глумац          | Улога             |
| --------------- | ----------------- |
| Ула Јакобсон    | Керстин           |
| Фолк Сундквист  | Горан             |
| Едвин Адолфсон  | Андерс Персон     |
| Ирма Кристенсон | Сигрид            |
| Џон Елфстрем    | Викарни архијереј |
| Нилс Халберг    | Нис               |
| Гунвор Понтен   | Силвија           |
| Берта Хол       | Ана               |
| Аксел Хогел     | Керстинин деда    |

## Награде
Плесала је једно лето је први шведски филм који је освојио Златног медведа на Берлинском филмском фестивалу. Био је номинован за Златну палму на Канском филмском фестивалу 1952. године, где је награђиван за најбољу музику. Данас је углавном познат по својим цензурисаним сценама које су у то време изазвале много контроверзи и заједно са филмом Летом са Моником Ингмара Бергмана 1953. је ширио слику шведске „слободне љубави” широм света. Такође, задобио је негативне коментаре због приказивања локалног свештеника као главног негативца. Упркос наградама, филм је забрањен у Шпанији и неколико других земаља у којима је приказиван накнадно 1955, иако је приказиван у Сан Франциску у октобру 1953. године.